# Arado SD III
Arado SD III là một loại máy bay tiêm kích hai tầng cánh được phát triển ở Đức trong thập niên 1920.

## Tính năng kỹ chiến thuật
Đặc điểm tổng quát
- Kíp lái: 1
- Chiều dài: 7,75 m (25 ft 5 in)
- Sải cánh: 9.90 m (32 ft 6 in)
- Chiều cao: 3.20 m (10 ft 6 in)
- Diện tích cánh: 23.0 m2 (248 ft2)
- Powerplant: 1 × Siemens-Halske Bristol Jupiter VI, 380 kW (510 hp)

Hiệu suất bay
- Vận tốc cực đại: 225 km/h (140 mph)
- Vận tốc lên cao: 11,9 m/s (2.340 ft/phút)

Vũ khí trang bị
- 2 × súng máy 7,92 mm (.312 in)